# Senatus consultum
Een senatus consultum of senatusconsultum was een formele kenbron van het Romeins recht. Het kan vertaald worden met de term senaatsbesluit, hoewel dit niet het volledige begrip ontsluit. Het ging om formele besluiten van de senaat die de facto – en later ook de iure – golden als wetten.

## Senatus consultum in het oude Rome

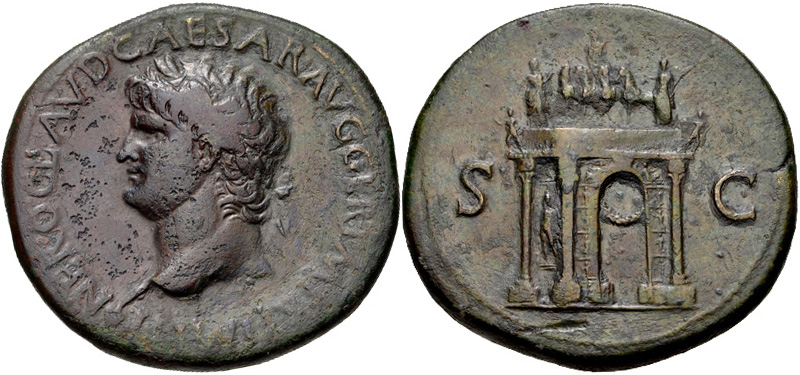
Een sestertius van Nero. De letters S.C. staan voor senatus consultum

In zijn opsomming van de formele delen van het Ius Civile nam Cicero de Senatusconsulta op. Talrijke senatusconsulta werden door Augustus tot leges (d.i. formele wetten) verheven, maar ook na Augustus bleef dit zo. Het was onder Augustus echter dat de Senatusconsulta de plaats van leges begonnen in te nemen, een verandering die ook blijkt uit het feit dat tot zijn tijd de Senatusconsulta niet aangeduid werden met ofwel de naam van de consules ofwel enig andere persoonlijke naam, voor zover wij hier bewijs voor hebben. Vanaf deze tijd echter vinden wij de Senatusconsulta aangegeven door ofwel de naam van de consules, zoals Apronianum, Silanianum, ofwel de naam van de Caesar, zoals Claudianum, Neronianum; of zij zijn gemaakt "auctore" ("door autoriteit") of opgesteld "ex auctoritate Hadriani" ("op grond van Hadrianus' autoriteit"), &c., of "ad orationem Hadriani" ("bij een toespraak van Hadrianus"), &c. De naam van het Senatusconsultum Macedonianum is een uitzondering, zoals we nog zullen zien.
Vele Senatusconsulta werden wet in de republikeinse periode, en enige van hen waren wetten in de hedendaagse zin van het woord, hoewel sommige moderne schrijvers deze positie ontkend hebben. Maar de mening van degenen die de wetgevende macht van de Senaat tijdens de republikeinse periode ontkennen, worden tegengesproken door de feiten. Een poging is soms gewaagd geworden op basis van een passage bij Tacitus, een passage die enkel naar de verkiezingen verwijst. Het is echter moeilijk vast te stellen hoe ver de wetgevende macht van de Senaat strekte. Een "recente" schrijver merkt op "dat de Senatusconsulta een belangrijke bron van het recht was voor kwesties die het bestuur, het onderhoud van godsdienst, de opschorting of herroeping van wetten in geval van dringende openbare noodzaak, de rechten van de Aerarium en de Publicani, de behandeling van de Italianen en de provincialen betroffen". Dit zijn enkele voorbeelden van Senatusconsulta onder de Republiek:
- een Senatusconsultum "ne quis in urbe sepeliretur"
- de Senatusconsultum de Bacchanalibus, waarop hierna meer in het bijzonder wordt ingegaan
- een Senatusconsultum de Libertinorum tribu[6]
- een Senatusconsultum de Macedonia[7]
- een Senatusconsultum de Sumtibus voor de Megalenses Ludi[8]
- een Senatusconsultum "ne homo immolaretur"[9]
- een Senatusconsultum de provinciis Quaestoriis
- een Senatusconsultum gemaakt M. Tullio Cicerone referente met doel, "ut legationum liberarum tempus annuum esset"
- een oud Senatusconsultum, "Senatusconsultum vetus ne liceret Africanas (bestias) in Italiam advehere", die tot nog toe door een plebiscitum herroepen werd die door Gnaius Aufidius, een tribunus plebis, voorgesteld geworden is, die de import met het oog op de Circenses wettelijk maakte[10]
- een oud Senatusconsultum waardoor "quaestio (servorum) in caput domini prohibebatur",[11] een rechtsregel waarnaar Cicero[12] verwijst als op mores (zeden) gegrond.

De constitutie van de Senaat was zo dat om geleidelijk alle kwesties binnen de sfeer van zijn wetgeving te brengen die tot godsdienst, politie, bestuur, provinciale kwesties en alle buitenlandse relaties behoorde. En het schijnt dat de macht van de Senaat nog ten tijde van de machtsaanvaarding van Augustus was toegenomen dat het geen geweldige verandering was om het tot het enige wetgevende orgaan te maken. Pomponius, hoewel zijn historisch bewijs met enige scepsis moet ontvangen worden, verklaart de kwestie in zekere zin die algemeen is verenigbaar met wat wij anders weten van de vooruitgang van de Senaatswetgeving: "Daar de plebejers het moeilijk vonden om bijeen te komen, &c., was het een kwestie van noodzaak dat het bestuur van de Staat naar de Senaat kwam: dus begon het senaat te handelen en wat de Senaat ook had vastgesteld (observabatur) werd geobserveerd (observabatur) en een zo gemaakte wet wordt Senatusconsultum genoemd".
Een Senatusconsultum werd zo genoemd omdat de Consul (qui retulit) werd gezegd "Senatum consulere": "Marcivs L. F. S. Postvmivs L. F. Medesenatvm Consolvervnt". (Senatusconsultum de Bacchanalibus). In de Senatusconsultum de Philosophis et De Rhetoribus, "consuluit" de praetor. In dat deel van een Lex dat door de Populus tot wet verheft werd werd gezegd te "iubere" en in een plebiscitum te "scire": in een Senatusconsultum werd de Senaat gezegd te "censere:" "De Bacchanalibvs &c., ita exdeicendvm censvere." (S. C. de Bacch). In de Senatusconsulta van de tijd van Augustus geciteerd door Frontinus, is de zinsnede die "censuere" volgt, soms "placere huic ordini". In Tacitus wordt het werkwoord "censere" ook gebruikt voor de persoon die het voorstel voor een Senatusconsultum deed. Soms wordt de term "arbitrari" gebruikt); en Gaius, onder de Antonijnen schrijvend schrijft de senatus de termen toe die oorspronkelijk de wetgevende macht van de populus aanduidden: "Senatus iubet atque constituit; idque legis vicem optinet, quamvis fuit quaesitum". "Habere senatum" is een vergadering van de senaat. Wanneer Cn. Pompeius voor de eerste keer tot consul gekozen werd, schreef zijn vriend M. Varro voor hem een verhandeling "de Senatu habendo consulendoque." Een Senatusconsultum gemaakt voor zonsop- of na zonsondergang was ongeldig.
Zekere vormen kunnen in het opstellen van een Senatusconsultum opgemerkt worden, waarvan er een voorbeeld in Cicero is: "S. C. Auctoritates (want dit is de juiste lezing) Pridie Kal. Octob. in Aede Apollinis, scribendo adfuerunt L. Domitius Cn. Filius Ahenobarbus, &c. Quod M. Marcellus Consul V. F. (verba fecit) de prov. Cons. D. E. R. I. C. (de each re ita censuerunt Uti, &c.)." De inleiding van de Senatusconsultum de Bacchanalibus is gelijkaardig, maar de naam van de consuls komen aan het begin en het werkwoord is "consolvervnt": de datum en plaats ook zijn gegeven; en de naam van die qui scribendo adfuerunt (SC. ARF. in een inscriptie). De naam van de personen die getuigen waren van het opstellen van de Senatusconsultum werden geciteerd als bewijzen voor het feit dat de personen genoemd in dit document aanwezig geweest waren bij het opstellen van dit S.C.; uit welke passage, en van een andere waarin Cicero verwijst naar het feit dat zijn naam gevonden kan worden onder de auctoritates van een S.C. als bewijs van zijn vriendschap van de persoon op wie de S.C. betrekking had, is het zeker dat die "praescribo" in zijn verschillende vormen de gepaste lezing in deze Senatusconsulta is (Vergelijk het gelijkaardige gebruik van praescriptio in het Romeinse pleiten). Er kan geen twijfel over zijn dat zekere personen vereist werden toen aanwezig te zijn "scribendo", maar anderen zullen misschien helpen wanneer zij dat verkozen, en een persoon zal op deze manier misschien zijn achting betuigen voor een andere ten gunste van die of met betrekking tot die de S.C. heeft gemaakt en "poni ad scribendum" waarbetreffende men de merkwaardige passage bij Cicero moet zien. Wanneer een S.C. op voorstel van een persoon gemaakt werd, werd het gezegd gemaakt te worden "in sententiam eius." Indien de S.C. aangenomen werd, werd het op tabletten geschreven en in de Aerarium geplaatst: de S.C. de Bacchanalibus voorziet dat het op een bronzen tablet zal uitgesneden worden, maar dit was teneinde opgesteld te worden in een openbare plaats waar het gelezen zou kunnen worden (vbei facilivmed gnoscier potisit).
De Senatusconsulta werden oorspronkelijk toevertrouwd aan de zorg van de tribunes en de aediles, maar in de tijd van Augustus hadden de quaestores de zorg over hen. Onder de latere keizers werden de Senatusconsulta "quae ad Principe pertinebant" in "libri elephantini" bewaard.
Een maatregel die voorgesteld werd als een Senatusconsultum zou gestopt kunnen worden door de Intercessio van de Tribunes en bepalingen werden soms voor verder stappen in zo'n geval gemaakt: "si quis huic senatusconulto intercesserit senatui placere auctoritatem perscribi (praescribi) et de ea re ad senatum populumque referri". Dit legt een betekenis van Senatus auctoritas uit, die een Senatusconsultum was die was voorgesteld worden en niet aangenomen werd en waarvan een register werd bijgehouden met de "auctoritates eorum qui scribendo adfuerunt". In een passage noemt Cicero een S.C. die door een intercessio werd tegengehouden een auctoritas Een betekenis van auctoritas is inderdaad een voorgesteld S.C., dat nog niet uitgevoerd was zoals Livius vermeldt: "Si quis intercedat Sto, auctoritate se fore contentum." Indien Senatus auctoritas toevallig schijnt gebruikt te worden als gelijkwaardig aan Senatusconsultum, is het een ongepast gebruik van het woord, maar een dat geen moeilijkheid voorstelt indien wij reken houden met het feit dat de naam die een ding in zijn twee stadia aanduiden passend zijn in de populaire taal. In zijn algemene en oorspronkelijke zin is een Senatus Auctoritas elke maatregel waarmee een meerderheid van de Senaat ingestemd heeft.
Het gepaste woord voor het verheffen tot wet in een senatusconsultum is "censeo", maar het woord "decerno" werd ook gebruikt in de spreektaal om het verheffen tot wet van een Senatusconsultum aan te duiden. Maar een senatusconsultum, dat een wet in de juiste zin van het woord was, wordt niet decretum genoemd, dat een regel was die betreffende sommige kwesties die strikt binnen zijn bekwaamheid lag door de Senaat gemaakt geworden is. De woorden decretum en senatusconsultum zijn dikwijls onkritisch en weinig nauwkeurig gebruikt.

## Senatus consultum in Frankrijk
Napoleon maakte na 1800 veel gebruik van de mogelijkheid om de andere wetgevende organen met een Senatus consultum te omzeilen. Dat gebeurde vooral bij het oproepen van steeds jongere lichtingen soldaten en het opnieuw oproepen van eerder uitgelote of dankzij de koop van een remplaçant aan de dienstplicht ontsnapte man.

## Referentie
- G. Long, art. Senatusconsultum, in W. Smith, Dictionary of Greek and Roman Antiquities, Londen, 1875, p. 1022‑1028.